# 마르코 파달리노
마르코 파달리노(이탈리아어: Marco Padalino, 1983년 12월 8일, 티치노 주 루가노 ~)는 스위스의 전직 프로 축구 선수로, 현역 시절 미드필더로 활약했다. 그는 말칸토네 아뇨, 카타니아, 피아첸차, 삼프도리아, 비첸차, 그리고 루가노에서 활약했다. 2009년부터 2014년까지 스위스 국가대표팀에서 활약하기도 했던 파달리노는 2010년 월드컵에 참가했다. 본래 공격형 미드필더였던 그는 말년에 측면을 맡았다.

## 사생활
파달리노는 스위스의 이탈리아계 가정 출신이다.